# Henryk Rakowski
Henryk Rakowski (ur. 14 lipca 1883 w Białej Podlaskiej, zm. ?) – podpułkownik uzbrojenia inżynier Wojska Polskiego.

## Życiorys
Urodził się 14 lipca 1883 w Białej Podlaskiej. Był synem Władysława. Ukończył studia z tytułem inżyniera. 
Po odzyskaniu przez Polskę niepodległości 1918 został przyjęty do Wojska Polskiego. Został awansowany do stopnia majora uzbrojenia ze starszeństwem z dniem 1 czerwca 1919, a następnie do stopnia podpułkownika uzbrojenia ze starszeństwem z dniem 1 lipca 1923. W 1923, 1924 jako oficer nadetatowy Okręgowego Zakładu Uzbrojenia Nr I służył jako kierownik referatu w Departamencie III Artylerii i Uzbrojenia Ministerstwa Spraw Wojskowych. W 1928, 1932 był oficerem Instytutu Badań Materiałów Uzbrojenia. Z dniem 31 sierpnia 1935 roku został przeniesiony w stan spoczynku.
Po wybuchu II wojny światowej 1939, kampanii wrześniowej i agresji ZSRR na Polskę z 17 września 1939 został aresztowany przez Sowietów. Po 1940 był osadzony w obozie jenieckim NKWD w Griazowcu.

## Ordery i odznaczenia
- Złoty Krzyż Zasługi (10 listopada 1933)[14]